# Outlines
Outlines est l'unique recueil publié par le poète franco-marocain d'origine corse Jean Venturini, en novembre 1939 à Casablanca, alors qu'il n'était âgé que de 20 ans.

## Historique
Quelques mois avant son décès prématuré (en juin 1940), dans le naufrage d'un submersible de la Marine française, dû à un accident assez absurde, Jean Venturini se sent poussé à mettre en forme un recueil de ses poèmes, qu'il publie aux éditions du Moghreb, pour exprimer les prémices d'un talent dont Outlines se fera pourtant paradoxalement le testament, comme par l'effet d'une prémonition poétique.

## Structure et contenu
Outlines est un recueil de quarante-huit poèmes, répartis en quatre sections.

### «Vents»
C'est la section la plus étoffée (vingt-trois poèmes, dont « Sang » et « L'Appel »), centrée sur les grands éléments, l'attrait de la mer, l'appel de l'aventure et la tentation de la révolte.

### «Maroc»
Cinq poèmes (dont « Saisons » et « Marrakech »), qui chantent l'attachement à la terre marocaine de l'enfance.

### «Elles»
Section comportant dix-neuf poèmes (parmi eux « Farewell ») et dont la thématique principale interroge le mystère de l'amour et le rapport du poète aux femmes.

### «Renouveau»
Section qui s'identifie avec l'unique poème homonyme, élan palingénésique autant que testament.

## Analyse
Au-delà de ses sympathies surréalistes assumées, Jean Venturini, loin de cacher sa dette envers Rimbaud, la revendique haut et clair. Sa fascination pour la révolte et la transgression se ressent de la lecture des Illuminations et d’Une Saison en enfer. Il n'est même que de se replonger dans nombre des incantations du recueil Outlines pour s'en convaincre: « J'ai brisé ces chaînes que l'on croit éternelles/ Et j'ai durci mon âme et tué les souvenirs/ Famille, amour, amitié, haine, j'ai tout vendu,/ J'ai tout renié. J'ai étranglé les joies tranquilles/ Et les bonheurs monotones... » La violence des imprécations, le recours à l'apostrophe directe au lecteur et une certaine fascination pour la mort et son travail de corruption de la chair ne sont pas sans rappeler le Baudelaire d'Une Charogne ou le Lautréamont des Chants de Maldoror: « Pourquoi / Me regardez-vous ainsi ? / Pourquoi ? / Avez-vous peur ? / Les voyez-vous aussi / Les hideuses bêtes qui grouillent / Et fouillent / Les chairs molles des cadavres avec leurs dents ? / Voyez-vous dans l'ombre leurs yeux ardents ? »
Ses pièces amoureuses ou érotiques montrent un poète en lutte contre lui-même, à la poursuite d'une impossible synthèse entre sensualité primale, tendresse angélique et violence charnelle mâtinée d'un lyrisme doux-amer,.
Pierre Seghers présentant dans son anthologie le poème « Sang » extrait d'Outlines, dit de ce recueil qu'il est « révolté, rimbaldien » et qu'il annonçait un grand poète. Ce recueil est également jugé rimbaldien dans les Annales politiques et littéraires qui évoquent longuement « ce recueil chargé de textes étranges et savoureux ».
Le dernier mot revient à Max-Pol Fouchet (l'un des tout premiers admirateurs de Jean Venturini), qui a su exprimer les contradictions et toute la complexité d'un recueil se résolvant dans le silence : « Nous qui nous épuisons en plongées au plus obscur du monde et de la vie, et qui en revenons si souvent désappointés et les mains vides, comment oublierions-nous Jean Venturini, ce camarade demeuré, avec son secret, dans un silence plus vrai que nos paroles ? À cet enfant du silence, gardons, pour ne pas trahir, le meilleur du nôtre. ».

## Éditions
- Outlines, Casablanca, Éditions du Moghreb, novembre 1939, 80 pages, format in-16
- Outlines, Casablanca, Éditions du Moghreb, 1942, 80 pages, fac-simile en in-4 de l'édition originale de 1939
- Outlines : réédition avec postface biographique relative au naufrage du sous-marin Morse, Paris, Vaillant, juin 2009, 112 p. (ISBN 978-2-916986-06-7)

## Pour approfondir